# شهرداری خلواچاوری
شهرداری خلواچاوری (گرجی: ხელვაჩაურის მუნიციპალიტეტი) یکی از شهرداری‌های گرجستان در جمهوری خودمختار آجارستان است. مرکز اداری آن خلواچاوری است.
جمعیت: ۹۵۲۰۰ 
مساحت: ۴۱۳ کیلومتر مربع